# HUP 尋回犬直升機
HUP 尋回犬/H-25軍騾（英語：Retriever/Army Mule)是一款由皮亞塞奇直升機公司研製的一款小型串聯旋翼通用直升機。該直升機按照美國海軍規格設計，於1949年至1954年間生產，也服役於美國陸軍和外國海軍。HUP/H-25是第一架裝配自動駕駛以及能執行循環飛行的直升機。

## 發展

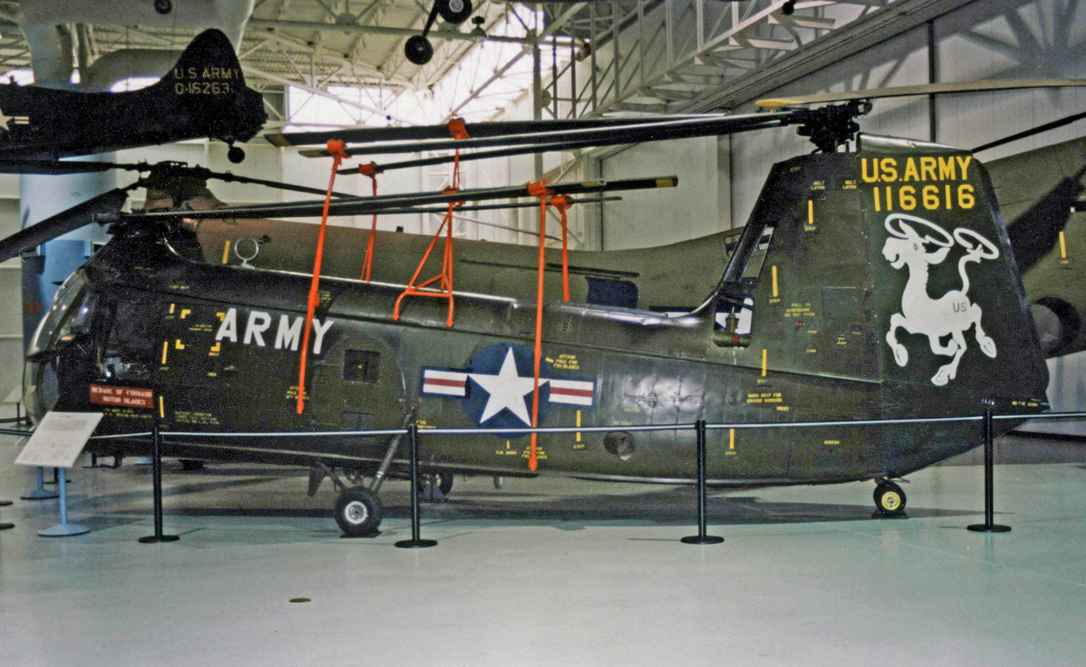
展示於阿拉巴馬州魯克爾堡的美國陸軍航空博物館的H-25A Army Mule

HUP誕生於1945年美國海軍的一項小型通用/救援直升機競賽，該機希望可以起降在航空母艦、戰艦和巡洋艦等大型艦船上。XHJP-1(工廠編號為PV-14)共製造了2或3架，而其競爭對手為3架XHJS原型機。然而，XHJS從根本上來說是西科斯基 H-5的放大版，這導致XHJS在適當的重量和平衡出現問題。 The Piasecki won the competition,最終，皮亞塞奇贏得了比賽， 隨著1950年代飛機命名字母“U”（通用）的出現，該飛機的編號為HUP-1。

### 設計

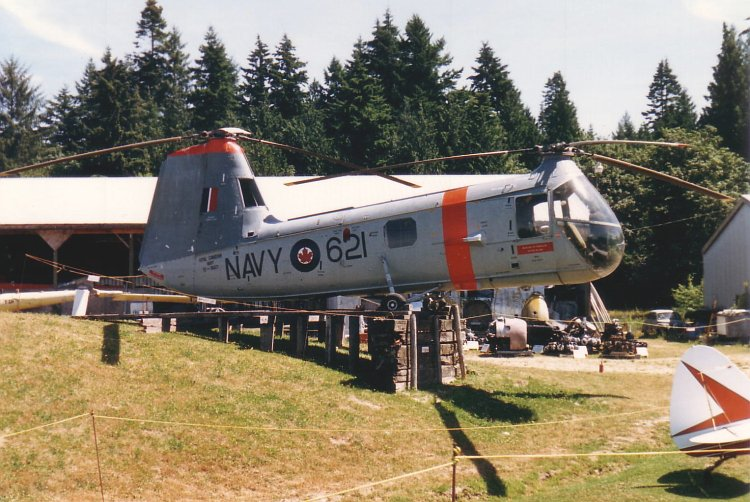
位於加拿大航空航天博物館的加拿大皇家海軍HUP-3(51-16621)，該機後來出售給經典旋翼博物館

HUP 尋回犬採用兩個串聯的三葉片、直徑35ft(11m)的旋翼，並且葉片可以折疊存放；較小的旋翼直徑使其可以在葉片完全展開的情況下放上航空母艦升降機。。尋回犬是皮亞塞奇第一架採用串聯重疊旋翼的直升機，該設計的成功使皮亞塞奇的後續機型(包括H-21、CH-46和CH-47)都採用該設計。最初的HUP-1採用由1具功率為525hp(391kW)的大陸集團R-975-34星型引擎，而後來的版本則使用升級後的R-975-42或R-975-46A。為了完成搜救任務，該飛機配備了能夠吊掛400lb(181kg)的絞車，副駕駛座椅向前折疊後，可以通過電動操作門放下救援吊帶。
HUP 尋回犬在展示其承受高G力的飛行演示中，該機在無意中成為第一架循環飛行的直升機。

### 服役
HUP-1於1949年2月首次投入使用。在HUP-1服役後，改進後的HUP-2（皮亞塞茨基命名為PV-18）和反潛作戰子型號HUP-2S馬上便推出。HUP-2是第一架配備自動駕駛儀的量產直升機。美國海軍也測試了一種名為Raydist 的無線電導航系統，該系統允許人員從地面站操控無人駕駛的HUP-2，並透過無線電將其懸停在指令點的範圍5ft(1.5m)內。EDO飛機公司測試玻璃纖維機身和支架浮筒的HUP-2，用於兩棲作戰。
HUP-2的升級版本是為美國陸軍製造的，並編號為H-25 Army Mule，但大多數很快就從陸軍中退役，並以HUP-3的型號轉為海軍使用。
1954年，加拿大皇家海軍接收了三架前美國陸軍的H-25A，這些飛機在交付時進行了改裝成HUP-3。這3架部署在拉布拉多號破冰船執行搜救以及通用任務，後來用於支援遙遠的預警線雷達站點的施工。這些直升機隨後被派往維多利亞國際機場和加拿大海軍的海鷗直升飛機場。1964年1月18日，最後兩架飛機退役，其中一架飛機被捐贈給一所技術學校，另外兩架則出售ref name=Walker_RCN/>。
美國海軍於1962年採用美國陸軍的H-25編號，並引入1962年美國三軍航空器命名系統。在1958年後，H-25逐漸從美國軍隊中退役，並於1964年完全退役。而法國海軍航空兵則在1965年退役。
在6年的生產過程中，總共交付了339架飛機。在HUP 尋回犬在退役後，大量剩餘的飛機流入到民用市場裡，其中至少有7架被轉移到法國海軍。
2009年11月7日，前美國海軍HUP-1(序號124925)，民用登記號N183YP，在加州阿德蘭託與高壓電線相撞後墜毀，共導致3名乘客全部死亡壞。 這機經典旋翼博物館所有，是唯一一架尚能飛行的HUP 尋回犬。國家運輸安全委員會在調查後，發布事故原因為「飛行員在飛行途中未能保持與電線間的距離。」

## 型號

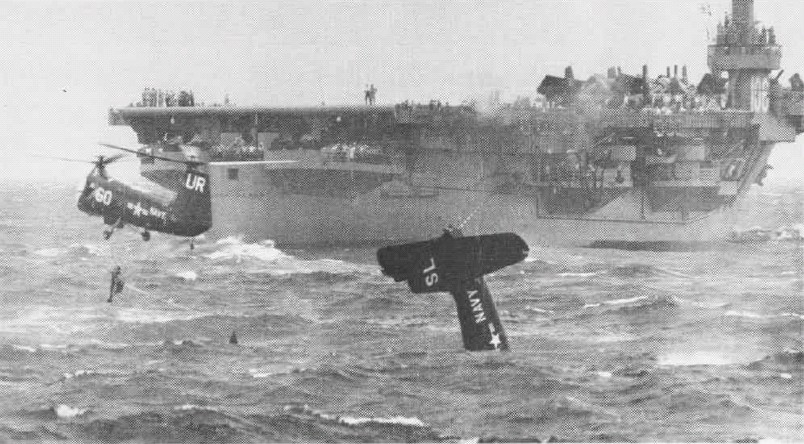
1架美國海軍的尋回犬正在執行救援，攝於1953年

XHJP-1
原型機，裝配1具大陸集團R-975-34活塞發動機。在水平穩定器上配備了大型傾斜端板鰭，皮亞塞奇編號為PV-14。共生產2或3架
HUP-1
美國海軍版本的通用/運輸和搜救直升機，與XHJP-1基本相同，皮亞塞奇編號為PV-18，共建造32架。
HUP-2
HUP-1的改良版，裝配1具大陸集團R-975-42活塞發動機，並且取消了水平穩定器上的板鰭。美國海軍共訂購165架，法國海軍航空兵訂購15架。1962年後重新編號為UH-25B
HUP-2S
配備浸沒式聲納的反潛版本，共建造12架
HUP-3
美國陸軍轉讓給海軍的H-25A：50架給美國海軍，3架給加拿大皇家海軍。
H-25A Army Mule
美國陸軍版本的通用直升機。與HUP-2相似，但配備有更大動力的大陸集團R-975-46A活塞發動機，並配有大門、動力增強控制裝置和強化過的地板。1953年交付了70架，但它們不適合在前線使用。其中53架在1954-1955年轉移到加拿大皇家海軍和美國海軍。其餘的直升機用於訓練，從陸軍服役到1958年退役。
UH-25B
1962年後重新編號的HUP-2.
UH-25C
1962年後重新編號的HUP-3.

## 用戶

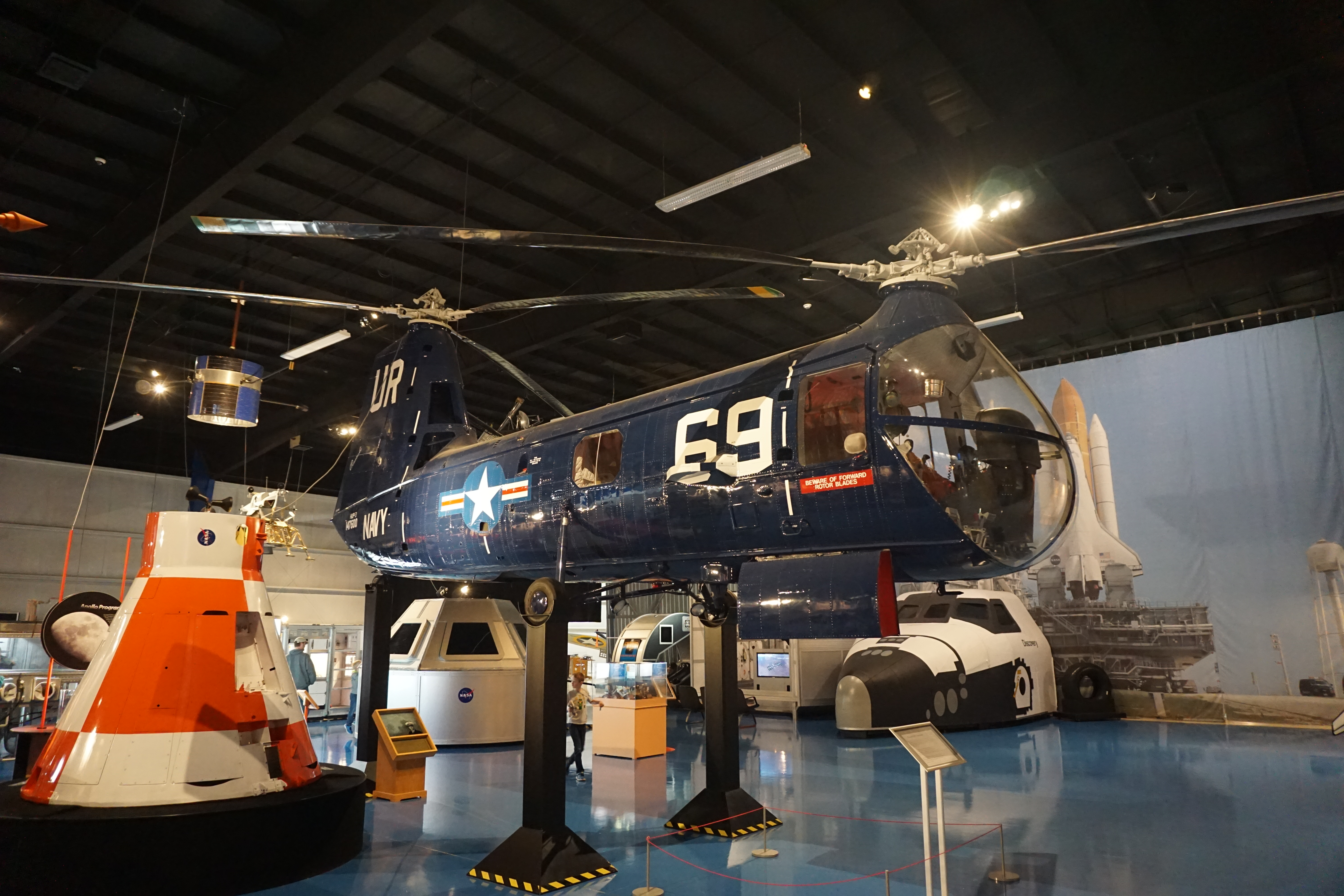
展示於空中動物園的HUP-3

加拿大
- 加拿大海軍[15]

 法國
- 法國海軍[15][16]

 美国
- 美國陸軍[15]
- 美國海軍[15]

### 書籍
- Bridgman, Leonard. Jane's All The World's Aircraft 1956–57. New York: The McGraw-Hill Book Company, 1956.
- Harding, Stephen. U.S. Army Aircraft Since 1947. Shrewsbury, UK:Airlife, 1990. ISBN 1-85310-102-8.
- Swanborough, Gordon; Bowers, Peter M.  2nd. Annapolis, Maryland: Naval Institute Press. 1976. ISBN 0-87021-968-5..

## 外部連結
- H-25 US Army Aviation history fact sheet